# Kamal Issah
Kamal Issah (* 30. August 1992 in Accra) ist ein ghanaischer Fußballspieler.

## Karriere
Issah begann seine Profikarriere 2010 beim französischen Verein Stade Rennes. Hier spielte er erst ein Jahr lang für die Reservemannschaft des Vereins, für die Stade Rennes B, und war anschließend Teil der Profimannschaft. Ab 2013 setzte er seine Karriere in Dänemark bei FC Nordsjælland und zwei Jahre später in Norwegen bei Stabæk Fotball fort.
In der Sommertransferperiode 2016 wurde er in die türkische Süper Lig zu Gençlerbirliği Ankara transferiert und war hier zwei Jahre lang aktiv.